# Grottes de Sare
Les grottes de Sare sont un site spéléologique ayant été occupé durant la Préhistoire et situées sur le territoire de la commune de Sare dans les Pyrénées-Atlantiques en Nouvelle-Aquitaine.

## Faune
Autrefois les grottes de Sare étaient occupées par des ours des cavernes lors des périodes d'hibernation. Actuellement treize espèces de chauves-souris peuplent les grottes de Sare et sont protégées par le Conservatoire régional d'espaces naturels d'Aquitaine et le Groupe chiroptères d'Aquitaine depuis 1999 ; en effet elles sont menacées par le dérangement, la modification de leur environnement et la pollution aux pesticides entraînant une raréfaction de leurs ressources alimentaires.

## Chronologie des occupations

### Préhistoire
Les témoins d'occupation les plus anciens sont des racloirs et des éclats âgés d'au moins 45 000 ans (Moustérien)[réf. nécessaire]. Puis viennent en plus grand nombre des outils (burins et pointes) d'environ 25 000 ans (Gravettien) et des lamelles et grattoirs d'environ 13 000 ans (Magdalénien). Les hommes chassaient alors au Pays basque le cerf et le bouquetin, qu'ils cuisaient sur des foyers à même le sol. Végétaux, baies sauvages et peut-être coquillages de l'Atlantique tout proche, complétaient leur menu.
Au Néolithique puis à l'âge du bronze, Lezea (l'une des grottes de Sare) fut occupée par des agriculteurs-éleveurs, comme en témoignent de nombreux fragments de céramiques et des ossements de bétail.

### Tourisme auxXXeetXXIesiècles
Le tourisme apparaît dans les grottes de Sare au XXe siècle. Aujourd'hui, un cheminement en sons et lumières aménagé dans la grotte, un parc de reconstitution mégalithique et un musée consacré à l'anthropologue José Miguel de Barandiaran sont présents. De plus, une cavité sert d'école aux spéléologues.
Parmi les sites naturels de la région Nouvelle-Aquitaine, le site se classe septième en termes de fréquentation touristique en 2018 avec 92 000 visiteurs. Le site est géré par la mairie de Sare et les réservations avant visite sont obligatoire.

## Site touristique
Les grottes se visitent tout au long de l’année, sauf en janvier. 
La visite, d’une durée d’une heure, est payante (coût de 10€ en 2025). 
Sur place, un parking gratuit est disponible, de même que des tables de pique nique. 
La visite de la grotte, du musée et la gestion du bar restaurant sont exploités par la mairie de Sare. 

### Accès
Les grottes de Sare sont accessibles en voiture via la départementale D 306. 
Le site est également accessible via le réseau de bus Txik Txak (ligne 45 Saint-Jean-de-Luz <-> Sare).